# Scalextric
Scalextric és una marca de jocs de curses de cotxes de tracció elèctrica en miniatura que van ser inventats per l'enginyer B. Fred Francis. Va afegir un motor elèctric als cotxes de llauna Scalex que produïa a la seva fàbrica Minimodels a Havant al comtat de Hampshire, el 1952.
El nom de Scalextric és la contracció entre Scalex (o escala variable) i electric. Al principi, l'escala dels models era molt variable el que n'explica el nom. Scalextric és un joc del tipus slot en el qual les cotxes circulen per una via fixa.

## Història
Minimodels fabricava objectes quotidians a escala. L'amo de Minimodels, Fred Francis, va decidir afegir un motor als cotxes. Primer era un mecanisme de corda que es carregava donant tombs a les rodes de darrere i que avui dia encara es pot trobar en cotxes de joguina. Francis va idear els motors elèctrics. Fred Francis va decidir incorporar una guia amb contacte als cotxets i dissenyar una pista amb contactes a cada cantó.
Els cotxes ja tenien per on circular. Les pistes, que anteriorment eren de goma, fossin fabricades amb plàstic. Tenien uns resultats tan bons que encara avui dia se'n continuen utilitzant, sense variació respecte a l'original. Al mateix temps, va reemplaçar el metall de les carrosseries per plàstic. Els models de Scalextric eren cars, per la fabricació gairebé artesana. Minimodels van entrar en una crisi i va ser venuda a l'empresa Tri-Ang, que abans subministrava els motors.
Durant la dècada dels seixanta van llançar una línia d'accessoris que va millorar la joguina: comptavoltes elèctrics, canvis de pista, diferents tipus de corbes, ponts... Als vuitanta va seguir el Super Racing System, en què l'estètica dels autos fou sacrificada en nom de la lleugeresa i la velocitat. També aparegueren els Super Traction: autèntics 4x4 en miniatura amb suspensió. A partir del 1990 Scalextric començà a decaure.
A la península Ibèrica, la llicència, primer de distribució, i, més tard, de fabricació i desenvolupament de línies pròpies fou propietat de l'empresa catalana EXIN, de 1962 fins a 1992, quan va desaparèixer. Llavors, de 1993 a 1998, la llicència va passar a la multinacional TYCO, que en va deslocalitzar la producció a la Xina. Finalment la marca Scalextric a Espanya va ser venuda a la nova firma catalana TecniToys. En la resta de països, Scalextric és de l'empresa anglesa Hornby.
Actualment Tecnitoys ha desenvolupat unes curses amb una gran quantitat de cotxes que desenvolupa l'última tecnologia en slot: el Scalextric Digital System.

## Tecnologia actual[Quan?]
- Direcció de F1
- Guia A.R.S.
- Xassís detallat
- Xassís basculant
- Amb llums
- Guia amb suspensió
- Tracció total (4X4)
- Imant extraible i regulable

### Models de cotxes
- Clàssics: entre d'altres Fiat Abarth Gulf
- F1: Mercedes McLaren MP4-17 "Kimi Raikkonen
- GT: Domme Judd S 101 "Holland"
- Deutsche Tourenwagen Masters (DTM): Opel Astra V6 Coupé DTM
- Rally: Citroën Xsara WRC "Montecarlo"
- Tuning Series: Tuning car 1 (Seat León)

### Motors
- F1
- Pro
- Clàssic

### Accessoris
- Aparells Electrònics:
  - Control de Temps Electrònic.
  - Contaquilòmetres Electrònic.
  - Semàfor EVO1.
  - Contavoltes Electrònic EVO1.
  - Trainer.
  - Trainer2.
  - Transformador.

- Parts del cotxe:
  - Subchasis.
  - Pneumàtics.
  - Trencetes.
  - Guia amb trencetes.
  - Tren de rodes posterior.

- Comandaments:
  - Comandament Pro amb Resistències 20Ω i 45Ω)
  - Comandament Turbo.
  - Comandament per infrarojos EVO1.
  - Comandament velocitat.

- Pistes:
  - Pont Complet.
  - Corba superlliscant.
  - Canvi de rasant.
  - Sistema d'elevació de pistes.
  - Peralt regulable.
  - Canvi de pista en revolt.
  - Sortida Le Mans.
  - Corba superexterior.
  - Corba interior.
  - Corba Exterior.
  - Corba Standard.
  - Pista de connexions.
  - Rectes de diverses mides.
  - Cruïlla.
  - Canvi de pista.
  - Gran Chicane.
  - Pista de connexions plus.

### Decoració
- Figures rally
- Fanals
- Carpa taller rally
- Figures tribuna
- Figures F1
- Boxes Tribuna F1
- Protecció de seguretat
- Tanques de publicitat (Bridgestone, Ericsson, Mobil, Magneti Marelli, Total, BP, Agip, Vodafone, Momo)